# Hybovalgus laticollis
Hybovalgus laticollis är en skalbaggsart som beskrevs av Gilbert John Arrow 1944. Hybovalgus laticollis ingår i släktet Hybovalgus och familjen Cetoniidae. Inga underarter finns listade i Catalogue of Life.